# Bernat II del Congo
Bernardo II Nimi a Nkanga va ser manikongo (Mwene Kongo), o rei del regne del Congo, del 12 d'agost de 1614 fins a agost de 1615. Era fill del rei Álvaro I i mig germà del rei Álvaro II. Nascut d'una esposa serva del rei, va assolir al tron el setembre de 1614 en detriment de l'hereu Álvaro III designat pel duc de Mbamba, Antonio da Silva.
Aquest mateix duc de Mbamba, al cap d'un any, es revoltà contra ell, el destituí i proclamà rei Álvaro III, qui va matar Bernat II l'agost de 1615.